# Mohamed Belkacem Zahraoui Meziane
Pour les articles homonymes, voir Mohamed Améziane, Mohamed Mezian, Ameziane et Belkacem.
 (juin 2012).
Mohamed Belkacem Zahraoui Meziane, plus communément appelé Mohamed Meziane ou le maréchal Meziane, est né le 1er février 1896 à At Ancer au Maroc et mort le 1er mai 1975.
Officier militaire formé en Espagne, il participe en 1921 à la guerre du Rif contre le chef de guerre Abdelkrim El Khattab aux côtés des soldats francais et espagnols.
Promu colonel de l'armée espagnole, il est un compagnon d'arme du général Franco.
Lors de la guerre civile qui déchire l'Espagne, il met ses hommes au service de Franco. En remerciement de ses services, le général Franco, qui devient dictateur, lui décerne le grade le plus élevé de toute l'armée espagnole, capitaine général.
Nommé gouverneur espagnol de Ceuta, il rejoindra par la suite l'armée royale marocaine jusqu'au niveau le plus élevé de maréchal. Il est le seul maréchal de toute l'histoire du Maroc.

## Biographie

### Origines
Mohamed Belkacem Zahraoui Meziane est né à Beni Ansar au Maroc près de Nador. Son père est le Caïd de la tribu des Mazujja, une branche de la confederation tribale des Iqer'iyen.
Formé à l'Académie militaire de Tolède, en Espagne, qu'il rejoignit en 1913, il fut parrainé par le roi Alphonse XIII après la mort de son père.
En 1921, il participe aux côtés des soldats français et espagnols à la guerre du Rif contre Abdelkrim El Khattabi.
Lors de la guerre civile espagnole de 1936, il met ses hommes au service de Franco, et sème la terreur dans le camp républicain. Blessé à la bataille de la Cité universitaire, il participe au siège d’Oviedo, à la bataille de l’Èbre, à l’offensive contre la Catalogne.
À la suite de la victoire des nationalistes, Franco lui décerne le grade de capitaine général, le plus élevé de l'armée, avant de le nommer commandant général de Ceuta, capitaine général de Galice puis capitaine général des îles Canaries.
En 1956, à la suite de l'abrogation du protectorat espagnol, le roi Mohammed V du Maroc fait appel à lui pour y organiser l'armée. Il occupera le poste de Ministre de La Défense nationale puis celui d'ambassadeur du Maroc à Madrid (Espagne) par le roi Hassan II, qui lui attribue le rang de maréchal en 1970,,,.
Le maréchal Meziane décède en 1975 à l'âge de 78 ans.

### Famille
Marié avec Fadela Amor, il est le père de Leila Mezian Benjelloun, la femme de Othman Benjelloun et de Meriem Mazian. Il est également le beau-père du général Medbouh, co-auteur du coup d'État de Skhirat.

## Sources
1. ↑  « Deux généraux entrent dans le nouveau gouvernement marocain », Le Monde.fr,‎ 21 août 1964 (lire en ligne, consulté le 13 janvier 2024)
2. ↑  « Liste des membres du gouvernement de sa Majesté le Roi constitué le 13 novembre 1963 », sur www.maparchives.ma (consulté le 13 janvier 2024)
3. ↑  « Le Général Mezziane prend officiellement ses fonctions de coordinateur des forces marocaines », sur www.maparchives.ma (consulté le 13 janvier 2024)
4. ↑  « Liste des gouvernements », sur web.archive.org, 6 octobre 2019 (consulté le 13 janvier 2024)
5. ↑  « Le Maréchal Mezzian a un examen médical périodique à Madrid », sur www.maparchives.ma (consulté le 13 janvier 2024)

- Le Monde 20 juin 2006
- Telquel no. 371
- Telquel no. 204
- Documentaire en espagnol "El General Moro" (cadena historia)